# آدم‌های گربه‌ای (خاموش کردن آتش)
«آدم‌های گربه‌ای (خاموش کردن آتش)» (انگلیسی: Cat People (Putting Out Fire)) ترانه‌ای است که به‌دست خواننده-ترانه‌سرای انگلیسی دیوید بویی ضبط شده‌است. در حالی که این ترانه قطعهٔ هم‌نام با فیلم ترسناک آدم‌های گربه‌ای است، بویی پس از اینکه کارگردان پل شریدر درصددِ همکاری، با او ارتباط برقرار کرد، در ساخت این قطعه دخیل شد. این ترانه در ژوئیهٔ ۱۹۸۱ در استودیوی مانتن در مونتروی سوئیس ضبط شد. بویی متن ترانه که بازتاب فیلم بود را نوشت، در حالی که تهیه‌کنندهٔ ایتالیایی جورجو مورودر موسیقی آن را ساخت که فقط بر دو تغییر آکورد محوریت دارد.
این ترانه در آوریل ۱۹۸۲ به‌وسیلهٔ ناشر مورودر، یعنی ام‌سی‌ای رکوردز به‌عنوان تک‌آهنگ منتشر و در ویرایش‌های مختلف بین نسخه‌های ۷ اینچی و ۱۲ اینچی، در کنار ویرایش‌های سایر کشورها موجود شد. این ترانه در آلبوم موسیقی متن فیلم نیز قرار گرفت. این تک‌آهنگ موفقیتی تجاری بود و در بریتانیا و ایالات متحده وارد جدول شد و در نیوزیلند، سوئد، نروژ و فنلاند در صدر جدول قرار گرفت. این ترانه یکی از بهترین ضبط‌های بویی در دههٔ ۱۹۸۰ در نظر گرفته می‌شود. این ترانه از آن زمان در آلبوم‌های گردآوری‌شدهٔ متعددی قرار گرفته و در سال ۲۰۱۷ برای گنجاندن در مجموعه جعبه‌ای حرفه‌ای جدید در شهری جدید (۱۹۷۷–۱۹۸۲) بازسازی شد.
بویی که از ضبط اولیه ناراضی بود، این ترانه را برای پانزدهمین آلبوم استودیویی خود بیا برقصیم (۱۹۸۳) دوباره ساخت و آن را در دسامبر ۱۹۸۲ در استودیوی پاور استیشن در نیویورک ضبط کرد. با تهیه‌کنندگی نیل راجرز، عضو گروه شیک و گیتارنوازی اصلی استیوی ری وان، گیتاریست بلوز، بازسازی خشن‌تر است. علیرغم اینکه به دلیل موفقیت آلبوم مادر، این نسخه شناخته‌شده‌تر است، برخی از منتقدان ترجیح داده‌اند که به ضبط اصلی اولویت بدهند. این بازسازی در سال ۲۰۱۸ به‌عنوان بخشی از مجموعهٔ جعبه‌ای دوست‌داشتن بیگانه (۱۹۸۳–۱۹۸۸) بازسازی شد.

## بازخورد
نسخهٔ اصلی «آدم‌های گربه‌ای» به عنوان یکی از بهترین ضبط‌های بویی در دههٔ ۱۹۸۰ مورد تحسین قرار گرفته‌است. این ترانه در زمان انتشار نظرات مثبتی از سوی منتقدان داشت. رابرت هیلبرن در لس آنجلس تایمز از اجرای آواز بویی به عنوان یکی از بهترین‌های او «در سال‌های اخیر» ستایش کرد. کریس جرارد از پاپ‌مترز با مرور بازسازی اصلی به‌عنوان بخشی از مجموعهٔ جعبه‌های حرفه‌ای جدید در شهری جدید (۱۹۷۷–۱۹۸۲)، این ترانه را «غرق در تفکر» و یکی از «قوی‌ترین تک‌آهنگ‌های بویی از این دوره» توصیف کرد. مجلهٔ موجو در سال ۲۰۱۵ آن را به عنوان پنجاه و چهارمین قطعهٔ برتر بویی معرفی کرد.
اما این بازسازی از سوی زندگی‌نامه‌نویسان و برخی دیگر از منتقدان به عنوان ترانه‌ای ضعیف‌تر از ضبط اصلی مورد انتقاد قرار گرفته‌است. کارول کوپر در مجلهٔ رکورد هنگام بازبینی بیا برقصیم، از بازسازی انتقاد کرد و نوشت: «پویایی شیک نسبت به موسیقی متن بویی/مورو طلا خرج مطلا می‌کند.» دبرا رائی کوهن از نیویورک تایمز نیز از آن انتقاد کرد و گفت که اجرای آواز بویی شبیه جیم موریسون «گویی برای تمسخر متن ترانه خودش» است. اولیری نیز آواز بویی را پایین‌تر از آواز نسخهٔ اصلی می‌داند و اجرای او را «خشدار» و «با عجله» توصیف کرد. حضور مهمان وان نیز با بازخوردهای متفاوتی روبرو شده‌است. اولیری آن را پیشرفتی نسبت به نسخه اصلی می‌داند، در حالی که پگ آن را «بسیار در میانه راه» توصیف کرد. کوهن به‌طور مشابه نوشت که گیتار او «کلیشه‌های آرنا راک نقیضه‌ای» را می‌لیسد.

## جدول‌ها
| جدول (۱۹۸۲)                               | بالاترین جایگاه |
| ----------------------------------------- | --------------- |
| استرالیا (گزارش موسیقی کنت)               | ۱۵              |
| کانادا (آرپی‌ام)                           | ۱۳              |
| فنلاند (جدول‌های رسمی فنلاند)              | ۱               |
| ایرلند (IRMA)                             | ۱۷              |
| نیوزیلند (انجمن صنعت ضبط نیوزیلند)        | ۱               |
| نروژ (وی‌جی-لیستا)                         | ۱               |
| سوئد (فهرست برترین‌های سوئد)               | ۱               |
| سوئیس (جدول موسیقی سوئیس)                 | ۸               |
| جدول تک‌آهنگ‌های بریتانیا                   | ۲۶              |
| بیلبورد هات ۱۰۰ ایالات متحده              | ۶۷              |
| تک‌آهنگ‌های اجرای کلاب بیلبورد ایالات متحده | ۱۴              |
| قطعه‌های راک برتر بیلبورد ایالات متحده     | ۹               |

| جدول (1982)                 | جایگاه |
| --------------------------- | ------ |
| استرالیا (گزارش موسیقی کنت) | ۹۲     |